# Искендерун
Искендерун (тур. İskenderun) је град у Турској у вилајету Хатај. Према процени из 2009. у граду је живело 175.454 становника.

## Становништво
Према процени, у граду је 2009. живело 175.454 становника.
| 1990.   | 2000.   |
| ------- | ------- |
| 154.807 | 159.149 |